# Nutriscore

Logo del nutriscore con la nota A.

Nutriscore es un sistema de etiquetado frontal de alimentos que permite a los consumidores valorar fácil y rápidamente su calidad nutricional, simplificando la interpretación del etiquetado nutricional situado al dorso del paquete. Se espera que su implementación incite a los fabricantes a mejorar la composición nutricional de sus productos.
Un estudio publicado en la revista Nutrients concluyó que Nutriscore es el más eficiente de los sistemas de etiquetado frontal disponibles. Se han realizado diversos estudios sobre el sistema.

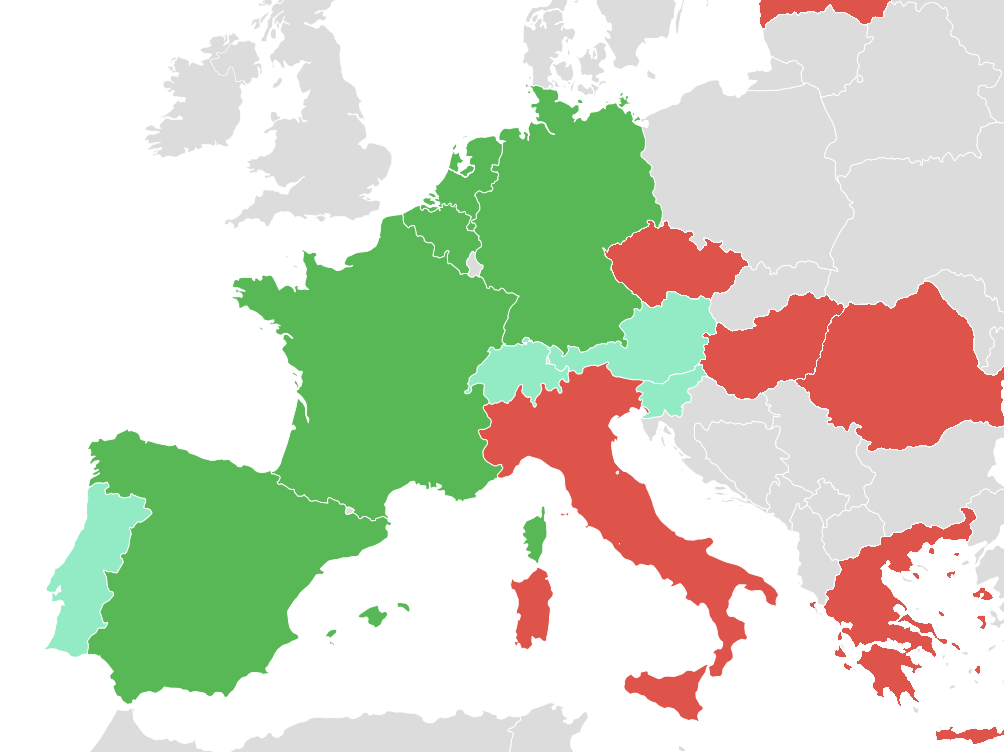
Adopción del sistema en Europa. En verde: países que lo han adoptado, en rojo: los que se oponen

Consiste en un logotipo de 5 colores asociados a letras que describen 5 clases de calidad nutricional, del verde oscuro para la calidad óptima (letra A) al rojo (letra E) para la peor. Se basa en un sistema de puntos que se atribuyen en función de la composición nutricional por 100 g o 100 ml de producto. Por un lado se valora los aportes nutricionales positivos (proteínas, fibra dietética y porcentaje de frutas, verduras, leguminosas, frutos oleaginosos y aceites de oliva, nuez y colza) y por otro los considerados negativos (calorías, grasas saturadas, azúcares simples y sodio). La puntuación final resultante se sitúa entre -15 (mejor calidad nutricional) y +40 (peor calidad nutricional).
El Nutriscore se aplica sólo a productos procesados envasados, por lo que quedan exentos:
- Los productos frescos: carne, pescado, frutas, verduras y legumbres.
- Los productos no procesados que solo tienen un ingrediente en su composición: vinagre, miel.
- El café, té y las infusiones de hierbas y frutas.
- Los alimentos suministrados directamente por el fabricante o tiendas de minoristas en pequeñas cantidades (como los platos preparados para llevar).
- Los alimentos que se venden en envases de menos de 25 cm²: chocolatinas, chucherías, barritas de cereales.
- Las bebidas alcohólicas.

No sirve para comparar alimentos muy distintos entre sí, como un dulce y un pescado precocinado, sino para comparar alimentos de una misma "familia" o categoría, o un mismo producto de diferentes marcas. Puede también utilizarse para valorar productos de diferentes categorías pero que se consumen en las mismas ocasiones y con la misma finalidad, como por ejemplo alimentos de desayuno o postres.
El sistema de etiquetado Nutriscore es voluntario para los fabricantes que decidan establecerlo, a falta de que la normativa europea decida sobre su obligatoriedad. En 2020, ha sido adoptado por muchos países de la Unión Europea, entre ellos, España.

## Motivación y objetivos

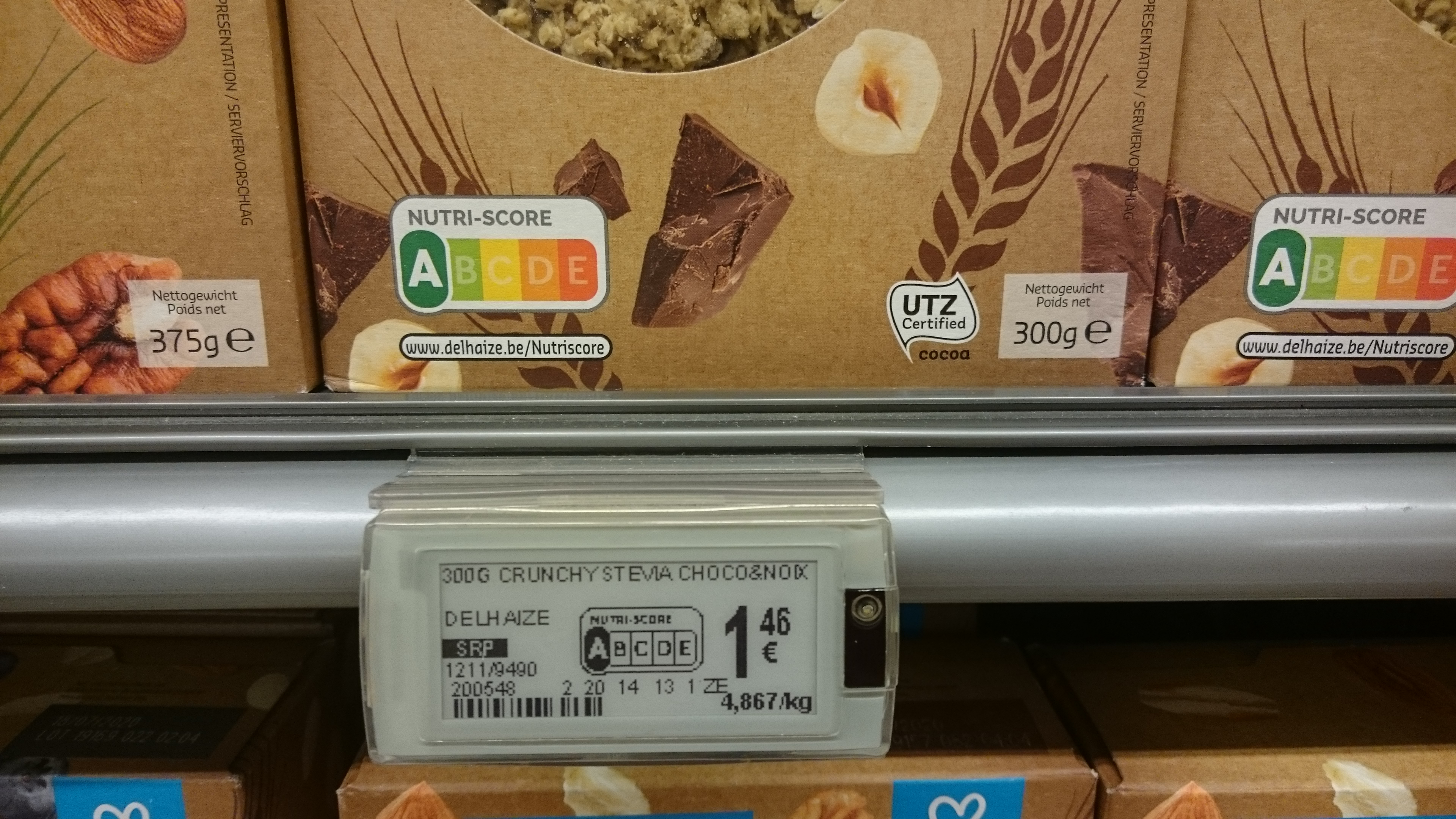
Nutriscore implementado en un producto

La implantación del sistema Nutriscore desde sus inicios se ha visto motivada por los grandes retos de salud pública vinculados a la nutrición, y en particular su papel preponderante en el desarrollo de obesidad, diabetes, enfermedades cardiovasculares y numerosos cánceres. También quiere ayudar a los consumidores, en particular a las poblaciones más vulnerables, a elegir fácilmente los alimentos de mejor calidad nutricional, e incitar a los productores y transformadores a mejorar la calidad nutricional de los alimentos procesados que ofrecen, reformulando su composición e innovando en los nuevos productos que proyectan incorporar al mercado.

## Historia
El algoritmo en el que se basa Nutriscore fue desarrollado en 2005 en el Reino Unido por un equipo de investigación de la universidad de Oxford, con el objetivo de regular la publicidad enfocada a los niños. Fue validado por la Agencia de Normas Alimentarias del Reino Unido (Food Standards Agency, FSA). El sistema fue desarrollado por el profesor Serge Hercberg, un epidemiólogo y nutricionista francés, junto con su equipo de investigación (EREN: Equipe de Recherche en Epidémiologie Nutritionnelle) en la Universidad Paris 13. Le NutriScore fue presentado oficialmente en un informe publicado en 2013 en el que el profesor Hercberg recomendaba adoptar la clasificación de A a E en la parte delantera de los productos para permitir comparar fácilmente la calidad nutricional de los alimentos y bebidas envasados. Tras una serie de estudios comparativos con otros sistemas de etiquetado existentes, Francia adoptó su uso, aunque de manera voluntaria, en 2017. En abril del mismo año, los ministros de Salud, Agricultura y Finanzas de Francia presentaron una notificación a la Comisión Europea para extender su uso a la Unión Europea.
En 2020, España anunció que Nutriscore entrará en vigor el primer cuatrimestre de 2021, sumándose así a Francia. Bélgica y Alemania ya anunciaron a la Comisión Europea su deseo de ponerlo en marcha, y se está debatiendo su implantación en otros países europeos como los Países Bajos, Luxemburgo, Suiza, Austria, Portugal, y Eslovenia.
Se han llevado a cabo ajustes del algoritmo de Nutriscore para adaptarlo a las particularidades de consumo de los países. Así Francia y Bélgica lo modificaron para que los quesos no tuvieran una puntuación tan desfavorable, y España consiguió lo mismo para que no se infravalorara el aceite de oliva.

## Críticas
Pese a su popularidad, el Nutriscore ha recibido algunas críticas en relación con su fiabilidad y a la posibilidad de inducir a error al consumidor, lo que ha llevado a su rechazo en algunos países. Entre otras, se citan cuestiones como no basarse en evidencias científicas universalmente aceptadas, comparar la misma cantidad (100 g) en alimentos que en la práctica se consumen en cantidades distintas, no distinguir las grasas buenas de las malas, no tener en cuenta el grado de procesamiento de los alimentos, o permitir la comparación solo entre alimentos de una misma categoría. Así, se producen paradojas como que la Coca-Cola Zero recibe una valoración "B" (buena calidad nutricional), mientras el aceite de oliva virgen extra recibe una valoración "D" (mala calidad nutricional) –aunque esta última ha sido elevada a "C" más recientemente–.
Por otro lado, algunas marcas reformulan sus productos para mejorar su puntuación, reduciendo ingredientes críticos como azúcares, grasas saturadas o sal, o añadiendo ingredientes positivos como fibra o frutas. Esto puede llevar a productos ultraprocesados a alcanzar una alta calificación, como los cereales para desayuno, que pueden pasar de una puntuación C a B simplemente al añadir fruta o reducir azúcares, pero que aún siguen siendo opciones poco saludables en comparación con alternativas más nutritivas. De este modo, algunos alimentos procesados pueden obtener una buena calificación sin ser realmente recomendables para un consumo habitual.